# Николле (лунный кратер)
Кратер Николле (лат. Nicollet) — небольшой ударный кратер в восточной части Моря Облаков на видимой стороне Луны. Название присвоено в честь французского географа, астронома и математика Жозефа Никола Николле (1788—1843) и утверждено Международным астрономическим союзом в 1935 г.

## Описание кратера
Ближайшими соседями кратера являются кратер Вольф на западе; кратер Гулд на западе-северо-западе; кратер Берт на востоке и кратер Липперсгей на юге-юго-востоке. Селенографические координаты центра кратера 21°57′ ю. ш. 12°30′ з. д. / 21,95° ю. ш. 12,5° з. д., диаметр 14,7 км, глубина 2030 м.
Кратер Николле имеет циркулярную чашеобразную форму. Вал с четко очерченной острой кромкой и гладким внутренним склоном с высоким альбедо. Высота вала над окружающей местностью достигает 560 м. Дно чаши относительно ровное, имеется группа центральных холмов. По морфологическим признакам кратер относится к типу BIO (по названию типичного представителя этого класса — кратера Био). Кратер Николле включен в список кратеров с темными радиальными полосами на внутреннем склоне Ассоциации лунной и планетарной астрономии (ALPO).
На северо-востоке, востоке и юго-востоке от кратера находятся складки на поверхности Моря Облаков; на западе – небольшой холм Николле ε (Эпсилон).

## Сателлитные кратеры
| Николле | Координаты                                            | Диаметр, км |
| ------- | ----------------------------------------------------- | ----------- |
| B       | 20°09′ ю. ш. 13°34′ в. д. / 20,15° ю. ш. 13,57° в. д. | 4,2         |
| D       | 23°16′ ю. ш. 12°16′ в. д. / 23,26° ю. ш. 12,27° в. д. | 2,2         |

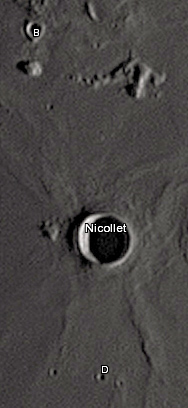
Снимок Девида Кемпбелла.

- Сателлитный кратер Николле B включен в список кратеров с яркой системой лучей Ассоциации лунной и планетарной астрономии (ALPO)[6].

## См.также
- Список кратеров на Луне
- Лунный кратер
- Морфологический каталог кратеров Луны
- Планетная номенклатура
- Селенография
- Минералогия Луны
- Геология Луны
- Поздняя тяжёлая бомбардировка